# Hippocampus erectus
Hippocampus erectus is een straalvinnige vissensoort uit de familie van de zeenaalden en zeepaardjes (Syngnathidae). De wetenschappelijke naam van de soort werd in 1810 gepubliceerd door George Perry.
De soort staat op de Rode Lijst van de IUCN als Kwetsbaar, beoordelingsjaar 2016. De omvang van de populatie is volgens de IUCN afnemend.